# Asarhaddon

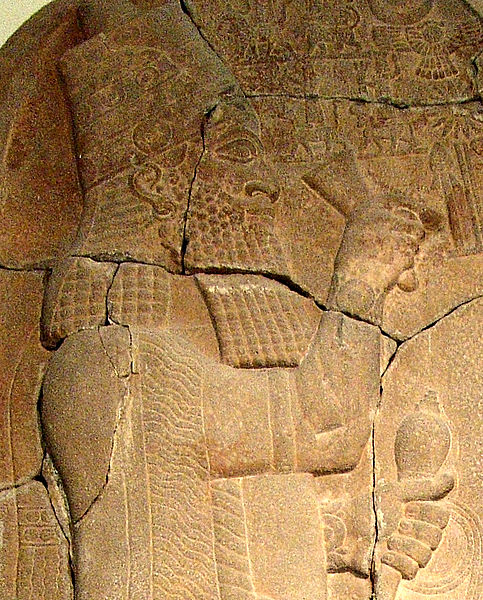
Stele mit Asarhaddon im Pergamonmuseum

Asarhaddon (auch Aššur-aḫḫe-iddina bzw. Aschschur-achche-iddina, genannt Aššur-etil-ilani-apli; † 26. Oktober 669 v. Chr.) war vom 14. März 680 bis zum 26. Oktober 669 v. Chr. assyrischer König. Sein Name Aššur-aḫḫe-iddina bedeutet: Aššur hat mir einen Bruder gegeben. Asarhaddon führte zu Anfang seiner Regierungszeit den Namen Aššur-etil-ilani-mukīn-apli (Aššur, der Prinz der Götter, ist der, der einen Erbsohn festsetzt), um ihn später wieder in seinen früheren Namen Aššur-aḫḫe-iddina umzuwandeln. Die Gründe hierfür sind unklar.

## Familie
Asarhaddon war der jüngste Sohn Sanheribs. Seine Mutter war die aramäische Königin Naqia. Ihr Schreiber war Issar-duri. Der Halbbruder Arda-Mulissu war Rebellenführer und floh nach seiner Niederlage 680 v. Chr. zunächst nach Urartu, dann nach Šubria. Sein jüngerer Halbbruder Aššur-nadin-šumi war von Sanherib 700 v. Chr. als König von Babylonien eingesetzt worden, wurde aber auf Betreiben einiger Sterndeuter von seinen Untertanen an die Elamiter ausgeliefert. Seine Schwester Šaddītu lebte im Palast.
Seine Gemahlin und Mutter von Assurbanipal sowie Šamaš-šuma-ukin, die wahrscheinlich den Namen Ešarra-ḫammat trug, starb im Februar 672 v. Chr. Sie trug den Titel Mi.É.GAL. Als weitere Kinder sind bekannt:
- Šamaš-metuš-uballit, der dritte Sohn
- Prinzessin Šerua-eṭerat
- Aššur-mukin-paleja
- Aššur-etel-šame-erseti-mubalissu[5]
- zwei weitere Töchter waren mit ausländischen Herrschern verheiratet, eine vielleicht mit Scheschonq. In einer Orakelanfrage erkundigt sich Asarhaddon, ob er seine Tochter (Name unbekannt) mit dem Skythenherrscher Bartatua verheiraten sollte.

Außer der Königin hatte der König offenbar auch einen Harem aus Sklavinnen. So wird berichtet, dass nach der Eroberung von Memphis Jungfrauen aus Kusch im königlichen Palast untergebracht wurden. Eine Gleichsetzung des Palasts der Königin mit dem Harem scheint aber unangebracht. Als der älteste Sohn von Asarhaddon starb, wurde Assurbanipal von 672 bis 669 v. Chr. Kronprinz. Er war mit Libali-šarrat verheiratet und folgte seinem Vater auf dem Thron.

## Leben
Als Kronprinz nahm Asarhaddon an Kämpfen in Bit Hamban gegen die Kimmerer teil. König Sanherib wurde 681 v. Chr. ermordet; ob Asarhaddon hinter der Tat stand, ist unklar; tatsächlich musste er in einem sechswöchigen Bürgerkrieg seinen Anspruch gegen Arda-Mulissu und seine Brüder mit Gewalt durchsetzen.
Die Nachfolge in der Herrschaft wurde unter anderem über Verträge mit den Vasallen geregelt. So schloss Asarhaddon mit den Königen der Meder einen Vertrag, dass sie seinen Sohn Assurbanipal „den Kronprinzen vom Nachfolgehaus“ an seiner Stelle als König anerkennen sollten, und Šamaš-šuma-ukin als König von Babylon.
Sie sollten:
- ihn schützen, im Felde und innerhalb der Stadt
- ihm aus ganzem Herzen guten Rat erteilen
- einen guten Weg für seine Füße bereiten
- seine Brüder nicht gegen ihn unterstützen
- ihm alle bösen Worte gegen ihn zutragen, sowohl aus dem Munde seiner Familie, der Beamten und Eunuchen, wie auch des Volkes (der Schwarzköpfigen)
- keine Verträge mit seinen Feinden schließen
- auch seinen Söhnen ergeben sein
- den Text dieser Vertragstafel nicht ändern oder versuchen, diese zu vernichten

Der Vertrag wird mit Verfluchungen von Vertragsbrechern bekräftigt. Wer ihm zuwiderhandelt soll (unter anderem):
- kein hohes Alter erreichen
- Anu möge sie mit Schlaflosigkeit, Trübsal und Krankheit schlagen
- Sin möge sie mit Aussatz schlagen
- Schamasch möge sie blenden
- Ninurta möge sie mit seinen Pfeilen niederstrecken, ihr Blut möge die Steppe füllen
- Ein Fremder möge den Schoß ihrer Frauen besitzen, ihre Söhne mögen sie nicht beerben
- Adad, der Deichgraf des Himmels möge ihr Land überfluten
- usw.

Der Eid wird mit dem Opfer eines Mutterschafes bekräftigt, und das Schicksal des Schafes magisch (und sehr ausführlich) mit dem der Eidbrüchigen gleichgesetzt.

## Kriege
Gewöhnlich zogen die assyrischen Könige jedes Jahr zu Feldzügen aus. Jahre, in denen der König „im Lande blieb“, gelten gewöhnlich als Zeichen innerer Unruhen. Jedoch konnte auch der rab-šarri oder andere hohe Beamte, wie der Obereunuch Feldzüge leiten.
Der König leitete gewöhnlich die Schlacht von einem Hügel aus, während seine Adeligen (rabiu) die Truppen in die Schlacht führten. Aus einem Brief an Asarhaddon (83-1-18,861) geht jedoch hervor, dass Asarhaddon seine Truppen teilweise auch persönlich anführte. Der (unbekannte) Verfasser des Briefes rät jedoch von einem solchen Vorgehen ab.
Feldzüge Asarhaddons:
| Regierungsjahr | Eponymenbeamter   | Kalenderjahr | Gegner                                        | Gegner                             |
| -------------- | ----------------- | ------------ | --------------------------------------------- | ---------------------------------- |
| 1              | Dananu            | 680/79       | Dakkuri                                       | Gambulu                            |
| 2              | Issi-Adad-anenu   | 679/78       | Arza                                          |                                    |
| 3              | Nergal-šarru-uṣur | 678/77       | Dakkuri                                       |                                    |
| 4              | Abi-ramu          | 677/76       | Sidon                                         |                                    |
| 5              | Banba             | 676/75       | Bazza                                         | Sidon                              |
| 6              | Nabu-ahhe-iddin   | 675/74       | Mugallu von Melid unter dem obersten Eunuchen | Dakkuri                            |
| 7              | Šarru-nuri        | 674/73       | Niederlage in Ägypten                         |                                    |
| 8              | Atar-ilu          | 673/72       | Šubria                                        |                                    |
| 9              | Nabu-belu-uṣur    | 672/71       | keine Feldzüge des Königs überliefert         |                                    |
| 10             | Kanunaju          | 671/70       | Tyros                                         | Taharqa von Ägypten (25. Dynastie) |
| 11             | Šulmu-beli-lašme  | 670/69       | Ägypten                                       | Exekution von Offizieren           |
| 12             | Šamaš-kašid-ajabi | 669/68       | Ägypten, Rebellion des Taharqa                |                                    |

Zunächst war er in Auseinandersetzungen gegen Bit Dakkuri und Gambulu erfolgreich. Um 680 v. Chr. besiegte König Asarhaddon dann ins Land eingedrungene Kimmerer, ein nomadisierendes Reitervolk, bei Ḫubušna. Sie bezwangen anschließend Phrygien und verursachten Verwüstungen in Lydien. 677 v. Chr. wurde der König von Sidon, der sich gegen die assyrische Herrschaft erhoben hatte, besiegt und enthauptet. Seine Stadt wurde verwüstet und als „Hafen des Asarhaddon“ wieder aufgebaut, während die phönizische Bevölkerung nach Assyrien deportiert wurde. 676 v. Chr. folgte ein erfolgreicher Feldzug ins Taurusgebirge. Unterdessen musste Assyrien auch die Mannäer an der Nordgrenze abwehren, ebenso die Meder unter ihrem König Khschathrita im Osten. Assyrische Vorstöße reichten offenbar bis in die Gegend des heutigen Teheran. Das Zagros-Gebirge wurde durch eine Reihe von Festungen gesichert. Melitene (assyrisch: Meliddu) wurde im Jahr 675 v. Chr. (erfolglos) belagert. Im selben Jahr wurde im Süden Mesopotamiens ein gegen die Stadt Sippar gerichteter Einfall der Elamiter zurückgeworfen. Es folgte ein assyrischer Vorstoß in das Land Bazu, den Quellen nach jedenfalls eine ausgetrocknete Landschaft.
Im 10. Regierungsjahr (palû) stieß Asarhaddon erneut nach Ägypten vor und schlug König Taharqa. Memphis wurde eingenommen und Taharqa musste nach Oberägypten fliehen. Asarhaddon legte sich nun den Titel „König von Musur, Patros und Kusch“ zu sowie König von Ägypten, Sieger über den König von Meluḫḫa (Kalach D). Er organisierte die Verwaltung der neuen Provinz und kehrte mit reicher Beute heim. Er nahm Ušanahuru, den Sohn des Königs und die Frauen des Königs gefangen und deportierte Ärzte, Wahrsager, Traumdeuter, Schlangenbeschwörer und Metallarbeiter nach Assyrien, sowie Menschen, deren Haut so schwarz wie Pech war. Sobald er aber Ägypten verlassen hatte, erhob sich das Land gegen die Invasoren. Darum marschierte Asarhaddon wieder gegen Ägypten, starb aber unterwegs an seiner schon länger bestehenden Krankheit am 27. Oktober 669 v. Chr. in Harran.

## Titel
Asarhaddon führte, wie alle vorderasiatischen Könige, die über andere Könige herrschten, den Titel Großkönig (Sarru rabû šarru), außerdem nannte er sich:
- König: von Assyrien
- König des Weltreichs (šar-kiššati)
- König der vier Weltufer (šar kibrât erbetti)
- Erster aller Könige,
- König von Sumer und Akkad (mât Sumeri u Akkadiki),
- König von Babel (Bâbìliki),
- König von Karduniaš,
- König von Ägypten,
- König von Kuš,
- König von Patros,
- König von Subartu,
- König von Amurru,
- König der Könige von Tilmun, Makan und Meluḫḫa.

Als weitere Titel führte er: Statthalter des Enlil, Priester des Aššur, treuer Hirte, Liebling der großen Götter, Sohn Sanheribs, Sohn von Sargon II., teurer Spross von Baltil (= Aššur) und königlicher Nachkomme des Bêl-bani.
Asarhaddon führte in seinen Inschriften besonders die Götter Aššur, Ninlil (der, wie Aššur, seinen Schirm über ihn ausgebreitet hat), Šamaš, Marduk (der Oberrichter der Götter), Bêl und Nabû (der Schreiber des Alls) auf, ferner Nudimmud (der weiseste unter den Göttern), Sin (der Herr der Krone), die Ištar von Arbela, die Ištar von Ninive, Nergal, Sarpânîtu (besonders in Babylon, Eru’a), Ninurta, Gušea, Bêltiia, Šarur und Šargaz, Aa, Irnini, Agušea, die Šebeti, und Enlil.

## Hof
Als Kronprinz hatte Asarhaddon einen Palast in Guzana oder lebte im Palast der Nachfolge (bît ridûti). Als König benutzte er die königlichen Paläste in Ninive und Kalach. Der Zugang zum königlichen Palast war genau geregelt. In den Texten des Staatsarchives aus Ninive gibt es eine Liste, die 14 berechtigte Personen aufführt, darunter den königlichen Schreiber und Mitglieder seiner Familie und den Oberschreiber, Zer-Issar, den Anführer der öffentlichen Arbeiten (rab pilkāni) und die Höflinge Musuraju und Arbaju. Sein Ober-Schreiber war Nabû-zehr-lešir, der aus einer berühmten Familie von Schreibern kam, ab 672 v. Chr. dessen Sohn Ištar-šumu-ereš, der auch Oberschreiber Assurbanipals wurde. Sein Stellvertreter war Kanunaju. Der Schreiber erledigte nicht nur die Korrespondenz, sondern hatte auch die Funktion eines Finanzministers. Majordomus (rab bēti) war ebenfalls ein hohes Hofamt. Sowohl der König als auch die Königin und die Kronprinzen hatten einen rab bēti. Auch der Ober-Eunuch war ein wichtiges Hofamt. So ist Milki-nuri, der Obereunuch der Königin, namentlich bekannt. Das Amt des königlichen Schirm-Trägers scheint zunächst wenig distinguiert, aber der Inhaber hatte immer das Ohr des Königs.
Der König und die Königin unterhielten getrennte Hofhaltungen. Wie ein Schreiben aus dem Staatsarchiv belegt, konnte auch ein Diener aus dem Palast der Königin nicht ohne weiteres Zutritt zum königlichen Palast erlangen. Ob die Königin-Mutter einen eigenen Haushalt unterhielt, ist unklar; es gibt jedoch Texte, die einen bet ummi šarri erwähnen. Die Königin hatte auch einen Palast in Kilizi.

## Verwaltung
Die wichtigsten Städte des Reiches, in Assyrien selber wie den unterworfenen Ländern, wurden von Statthaltern verwaltet. Einige davon sind namentlich bekannt:
- Statthalter von Nippur: Illil-bani
- Statthalter von Uruk: Nabû-ušabši
- Statthalter von Guzana: Šamaš-emuranni und sein Stellvertreter Palti-Ia’u und der Buchhalter Niri-Ia’u
- Statthalter von Gambulu: Bel-iqischa, der unter Assurbanipal 664 rebellieren sollte
- Statthalter von Ur: Ningal-idina
- Statthalter des Meerlandes: Nabû-zêr-kitti-lîšir, Sohn des Marduk-apla-iddina I., nach ihm sein Bruder Na’id-Marduk, später wird Bel-ibni als militärischer Kommandeur des Seelandes erwähnt
- König von Borsippa: Nabû-šallim, Sohn des Balasu (von Asarhaddon eingesetzt, nachdem er den König von Bit Dakkuri aus Borsippa vertrieben hatte)

Asarhaddon ermutigte seine Untertanen, sich im Falle des Verrats assyrischer Interessen oder einer Verschwörung gegen den König direkt an ihn zu wenden, und in der Tat sind zahlreiche Briefe erhalten, die den König vor Verschwörungen warnen oder Übertretungen von Amtsinhabern melden, darunter auch mehrere anonyme Schreiben. Außerdem hatte er in den wichtigsten Städten spezielle Agenten (qēpu), die ihm persönlich über die Aktivitäten der Einheimischen, aber auch der assyrischen Statthalter berichteten:
- In Babylon war sein königlicher Agent der gelehrte Mar-Issar (671–669 v. Chr.)
- Aufsicht über die nördliche Mittelmeerküste hatte Itti-Šamaš-balatu. Er berichtet über die illoyalen Aktivitäten von Ikkilû, dem König von Aruad, aber auch darüber, dass einige Assyrer systematisch versucht hätten, ihn einzuschüchtern. Ikkilû, König von Aruad, hatte versucht, Schiffe daran zu hindern, assyrische Häfen anzulaufen und bevorteilt Händler, die direkt mit ihm verkehren. Er soll auch Händler getötet haben, die in assyrische Häfen einliefen, ihre Boote beschlagnahmt haben und Spione nach Assyrien geschickt haben.
- Die Aufsicht über die Beziehungen zu Elam lag seit 675 v. Chr. in der Hand von Nabû-ra’im-nišešu und Salamanu, die vermutlich in Der oder dem nahe gelegenen Dunni-Šamash residierten. Einige ihrer Briefe an den Herrscher sind erhalten.
- Der Kronprinz Assurnasipal mit der Überwachung der Beziehungen zu Urartu beauftragt, das Land wurde also durchaus als ernstzunehmende Bedrohung wahrgenommen. Außerdem war Assurbanipal mit der Betreuung von Überläufern der Mannäer, Meder und aus Hubuškia betraut, also mit der Sammlung und Koordination von Nachrichten von der Nordfront.

## Bauten
Asarhaddon baute die Stadt Babylon wieder auf, die unter Sanherib (oder durch eine Flut, wie Asarhaddon behauptete) zerstört worden war. Insbesondere der Marduk-Tempel Esaĝila und die Zikkurat Etemenanki wurden restauriert, wie zahlreiche Bauinschriften belegen. Asarhaddon ließ sich, einer sehr alten Tradition folgend, die mindestens bis in Neu-Sumerische Zeit zurückgeht, als Korbträger darstellen, wie später auch seine Söhne Assurnasirpal und Šamaš-šhum-ukin. Zugleich kümmerte sich Asarhaddon auch um den Ausbau Aššur, wo er den Ešarra-Tempel erbauen ließ.

## Venus-Beobachtungen

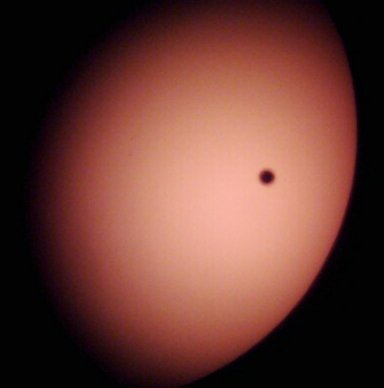
Venustransit am 8. Juni 2004

In Asarhaddons 11. Regierungsjahr fand am 22. Maijul 670 v. Chr. (11. Ajaru) ein sehr selten auftretender Venustransit statt. In Babylonien konnte das astronomische Ereignis von 13:02 Uhr bis kurz nach der Maximumphase (17:03 Uhr) beobachtet werden. Der restliche Verlauf war wegen des Sonnenunterganges (18:47 Uhr) nicht mehr zu verfolgen. Der Venustransit endete gegen 21:05 Uhr Ortszeit (12. Ajaru).